# 全国医師ユニオン
全国医師ユニオン（ぜんこくいしゆにおん、英語：dr-union）は、2009年5月16日に設立された個人加盟制の医師の職能組合、労働組合である。病院勤務医らでつくる「全国医師連盟」の医師らが中心となって結成された。
医師がユニオン（職能組合、労働組合）に入り自らを守ることはヨーロッパでは常識として、勤務医を中心に、組織の拡大をめざしている。「会員の思想信条の自由を尊重するために、政治的中立性を守り特定政党の支持や特定候補者の支持」をしないとしている。

## 労働三法に依拠
2009年7月21日に、東京都労働委員会において適合決定を受け、労働組合資格証明書の交付を受けているため、労働組合として雇用側との団体交渉権も有する。「労働三法（労働組合法・労働基準法・労働関係調整法）に基づき、合法的に不当な労働条件や労働環境の改善」、労働条件の交渉や協定の締結を進めるとの方針も明らかにしている。

## 設立の目的・主張

### 小泉改革路線への批判
「結成宣言」では、「医学・医療の発展は人間を幸福にするものである」との前提に立ち、「国民の命と健康のために働く」ことを表明している。「政府の医療費抑制政策が、日本の医療を崩壊に導いた」、「多くの国民に犠牲を強いてきた」とし、小泉改革路線での医療政策を批判している。

### 医師の過労死問題への批判と改善方針
「医師の過酷な労働環境」を問題視し、その下での医師の過労死や健康・家庭の破壊に抗議し、「医師の権利と労働条件の改善」を求めている。
改善策として、長期的には「待機当番」にかかる時間を含めて週48時間労働というEUの医師の労働基準をめざすとしてしながらも、当面は過労死との関連性が強いとされる月80時間以上の時間外労働や不払い労働の是正へ向けた改善を中心に運動をすすめるとする。

### 医師聖職論への批判
「国際人権規約」にある「勤労における権利」にも言及しつつ、安易な医師聖職論は、「医師を病気や過労死に向かわせる」として、反対している。医師聖職論のもとでは、医師の健康や生活を守るという発想は生まれてこないとする。

### 医師不足問題についての見解
医師不足問題の原因として、「医療費抑制のために医師数抑制政策がとられてきた」ことを挙げながらも、根本には医師聖職論があるとしている。

## 活動
学習会、勤務医110番、総会・集会、書籍「医師の働く権利　基礎知識」の発行と普及に取り組んでいる。

### 時間外労働の36協定の調査
同ユニオンは、2009年11月22日、大学病院、国公立病院など地域の拠点となる病院の医師も含めた時間外労働の36協定締結状況を労働基準監督署に開示請求した調査結果を発表した。同ユニオンは同日、調査結果に基づき、「医療機関における全国的な労働基準法違反および勤務医への賃金不払いに抗議する」と題する抗議声明を発表した。調査結果の要旨は以下の通り。
- 36協定の開示を受けた1091病院のうち、協定に医師が含まれると確認できたのは6割にも満たないことが判明した[9]。
- 168病院が、「過労死」を引き起こす規準とされる月80時間以上の時間外労働を定めた協定を結んでいることが判明した[10]。
- 医師の当直業務が32時間連続労働となる現実があるにもかかわらず、当直を時間外や休日出勤の対象としないケースが多い。

## 主な役員
- 代表：植山直人[11][12]